# Megachile pachyceps
Megachile pachyceps är en biart som beskrevs av Heinrich Friese 1922. Megachile pachyceps ingår i släktet tapetserarbin, och familjen buksamlarbin. Inga underarter finns listade i Catalogue of Life.